# Iridi(III) chloride
Iriđi(III) chloride là một hợp chất vô cơ với công thức hóa học được quy định là IrCl3. Hợp chất này tồn tại ở dạng khan là tương đối hiếm, nhưng dạng ngậm nước của hợp chất này lại rất hữu ích cho việc điều chế các hợp chất iriđi khác. Muối khan của hợp chất này tồn tại dưới dạng một chất rắn kết tinh có màu xanh lục đậm. Phổ biến hơn nhiều, là dạng hợp chất tồn tại dưới dạng ngậm nước trihydrat, với công thức IrCl3·3H2O.

## Điều chế
Iriđi được tách ra từ các kim loại nhóm platin khác như tinh thể amoni hexacloroiridat(IV), (NH4)2IrCl6, có thể bị khử xuống kim loại iriđi với một dòng khí hydro. Kim loại Ir xốp tạo ra phản ứng với clo ở 300–400 ℃ để tạo iriđi(III) chloride. Giống như hợp chất rhođi liên quan, IrCl3 có cấu trúc giống nhôm(III) chloride.
Iriđi(III) chloride dạng ngậm nước thu được bằng cách làm nóng iriđi(III) oxit dạng ngậm nước với axit clohydric.

## Sử dụng
Trong công nghiệp, hầu hết các phức hợp iriđi được tạo ra từ amoni hexacloroiridat(IV) hoặc axit hexacloroiridic(IV) liên quan (H2IrCl6) vì các muối này là các hợp chất thương mại phổ biến nhất của iriđi(III) chloride.
Iriđi(III) chloride dạng ngậm nước được sử dụng trong phòng thí nghiệm để điều chế các hợp chất iriđi khác như phức hợp của Vaska, trans-[IrCl(CO)(PPh3)2]. Các phức hợp anken như cyclooctadieneiriđi(III) chloride đime và iriđiclorobis(cycloocten) đime cũng có thể được điều chế bằng cách làm nóng trichloride với anken thích hợp trong hỗn hợp nước/rượu.

## Hợp chất khác
IrCl3 còn tạo một số hợp chất với NH3, như:
- "IrCl3·NH3" ([Ir(NH3)5Cl]3(IrCl6)2) là bột/tinh thể màu vàng;
- "IrCl3·3NH3" (Ir(NH3)6IrCl6) là bột màu vàng vô định hình. Dạng chuẩn của nó cũng có màu vàng;
- IrCl3·4NH3·H2O là tinh thể màu vàng tan trong nước;
- IrCl3·5NH3·H2O là tinh thể có bề ngoài giống amoni chloride, tan ít trong nước. Dạng khan có màu đỏ hoặc vàng, tan trong nước;
- IrCl3·6NH3 là tinh thể không màu dạng đơn nghiêng, tan trong nước.[5]

IrCl3 còn tạo một số hợp chất với CS(NH2)2, như:
- IrCl3·3CS(NH2)2 – tinh thể màu vàng;
- IrCl3·4CS(NH2)2 – tinh thể màu đỏ garnet;
- IrCl3·6CS(NH2)2 – tinh thể màu lục.[6]